# Горяевская
Горяевская — упразднённая деревня в Тарногском районе Вологодской области.
Входила в состав Заборского сельского поселения, с точки зрения административно-территориального деления — в Заборский сельсовет.
Расстояние по автодороге до районного центра Тарногского Городка — 21 км, до центра муниципального образования Красного — 1,5 км. Ближайшие населённые пункты — Якушевская, Кротовская, Красное, Струково.
По переписи 2002 года население — 69 человек (33 мужчины, 36 женщин). Преобладающая национальность — русские (99 %).
Упразднена 21 августа 2023 года путём присоединения к селу Красное.